# Nair de Tefé
Nair de Tefé, née Nair de Tefé von Hoonholtz le 10 juin 1886 à Petrópolis et morte le 10 juin 1981 à Rio de Janeiro, connue également sous les noms de Nair de Tefé Hermes da Fonseca, Nair de Teffé Hermes da Fonseca, Nair Hermes de Fonseca et sous sa signature de dessinatrice Rian, est une caricaturiste, peintre, chanteuse et pianiste brésilienne.
Elle est, après son mariage avec le président du Brésil Hermes Rodrigues da Fonseca, Première dame du Brésil de 1913 à 1914.